# Dolmen La Vacherie
Der Dolmen La Vacherie (auch Pierre couverte de la Vacherie genannt) liegt in einem Wald in Distré südlich von Saumur im Département Maine-et-Loire in Frankreich. Dolmen ist in Frankreich der Oberbegriff für Megalithanlagen aller Art (siehe: Französische Nomenklatur).

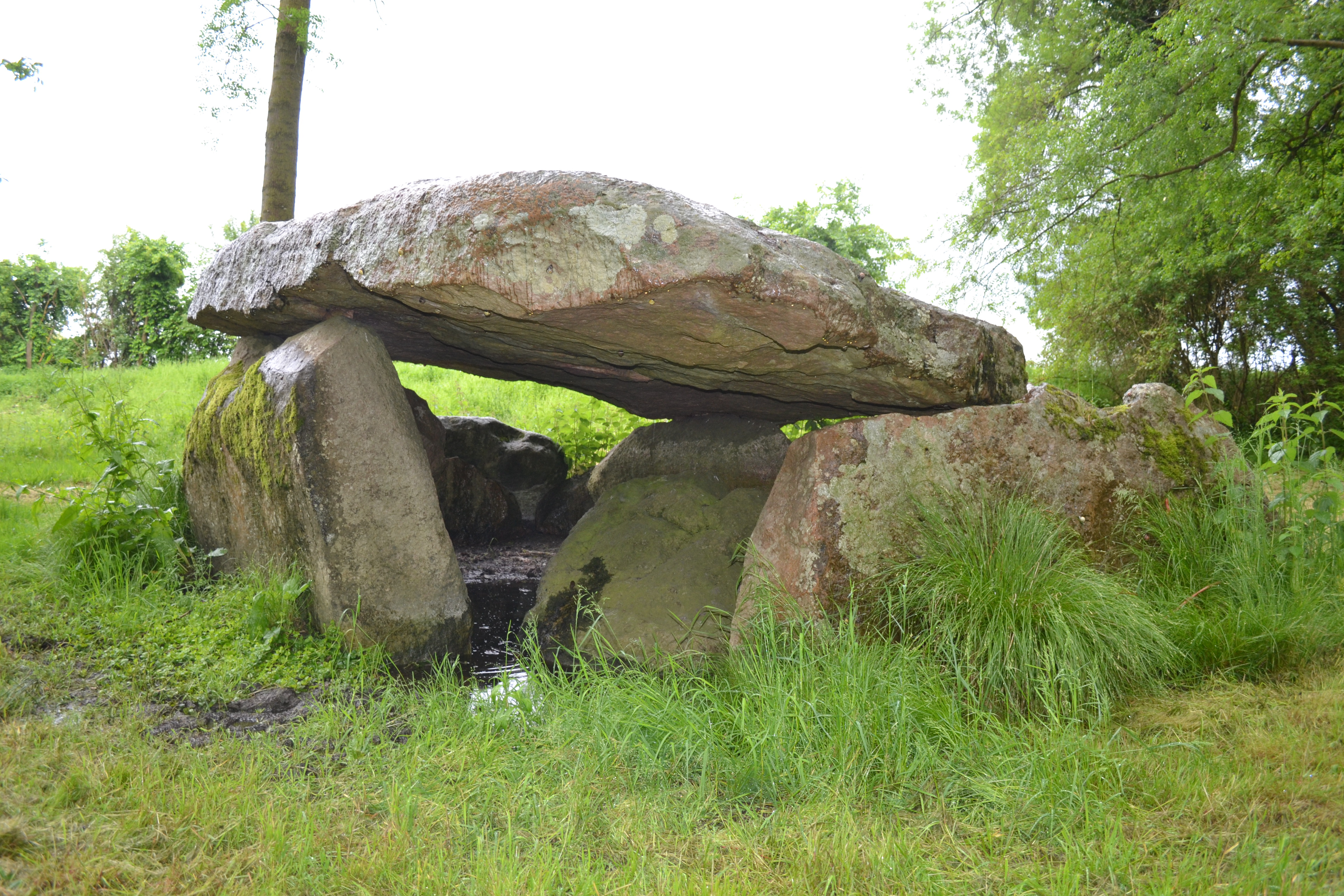
Dolmen La Vacherie

## Beschreibung
Der Dolmen vom Typ angevin (auch Portaldolmen genannt) hat eine 4,0 × 3,0 m lange rechteckige Kammer mit einem etwa 2,0 m langen Portal am östlichen Ende. Die Kammer wird von einem einzigen Deckstein bedeckt, der auf den beiden Seitenplatten jeder Seite ruht, von denen auf der nördlichen eine zusammengebrochen ist. Die Deckenplatte des Portals fehlt. Er ist seit 1976 als Monument historique eingestuft.

Dolmen La Vacherie
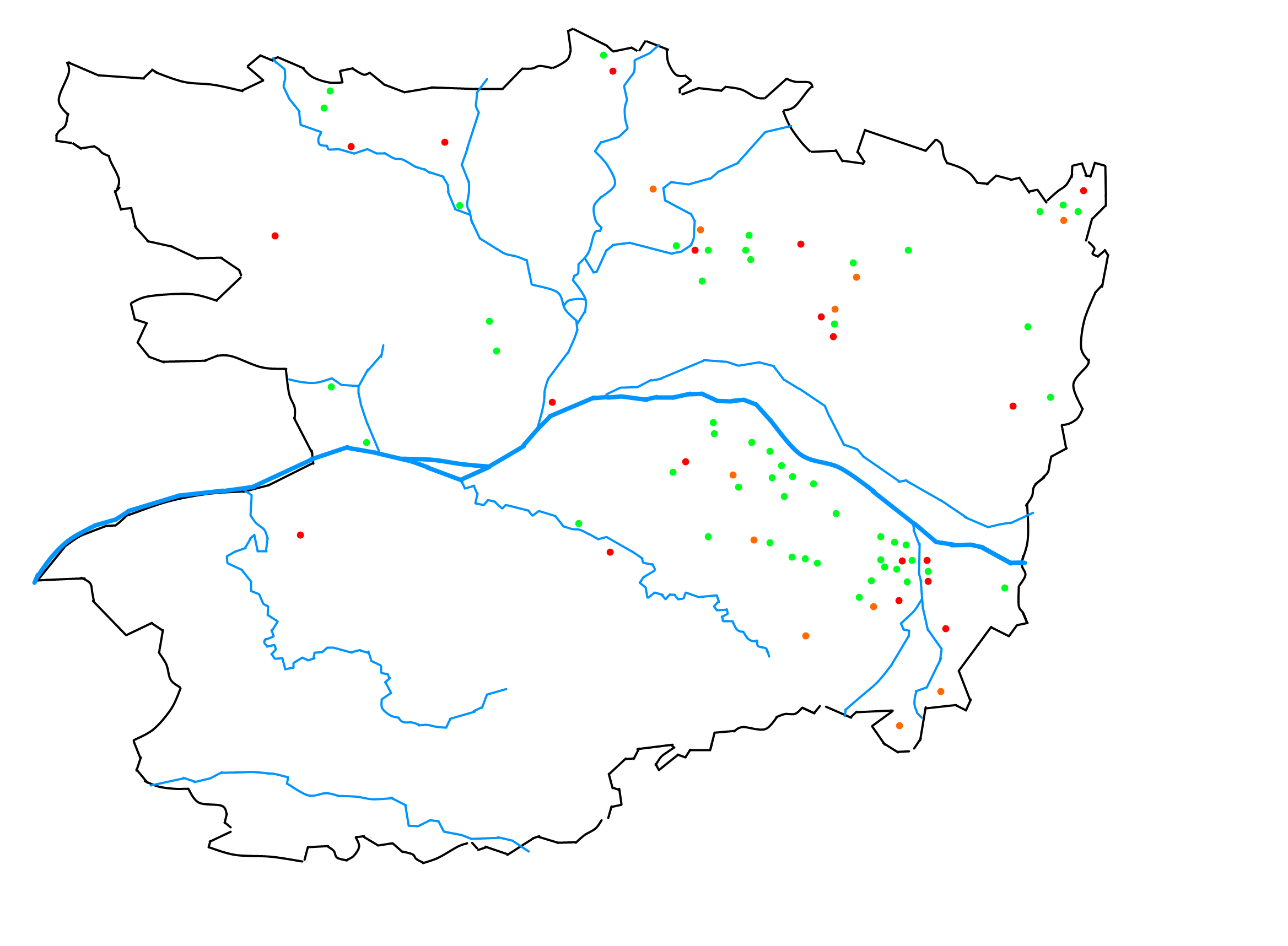
Verbreitung von Dolmen in Maine-et-Loire – grün sind erhaltene Anlagen
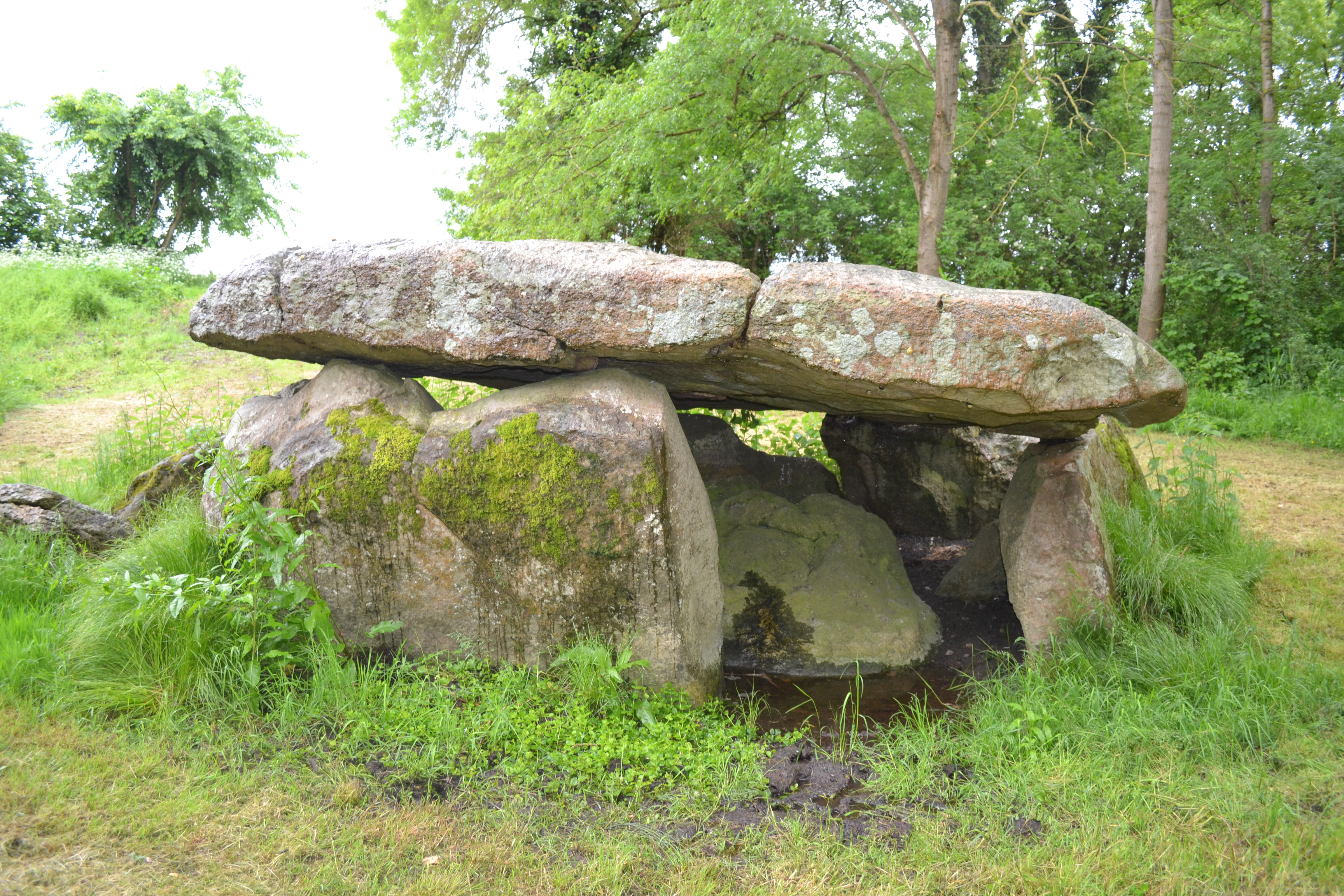
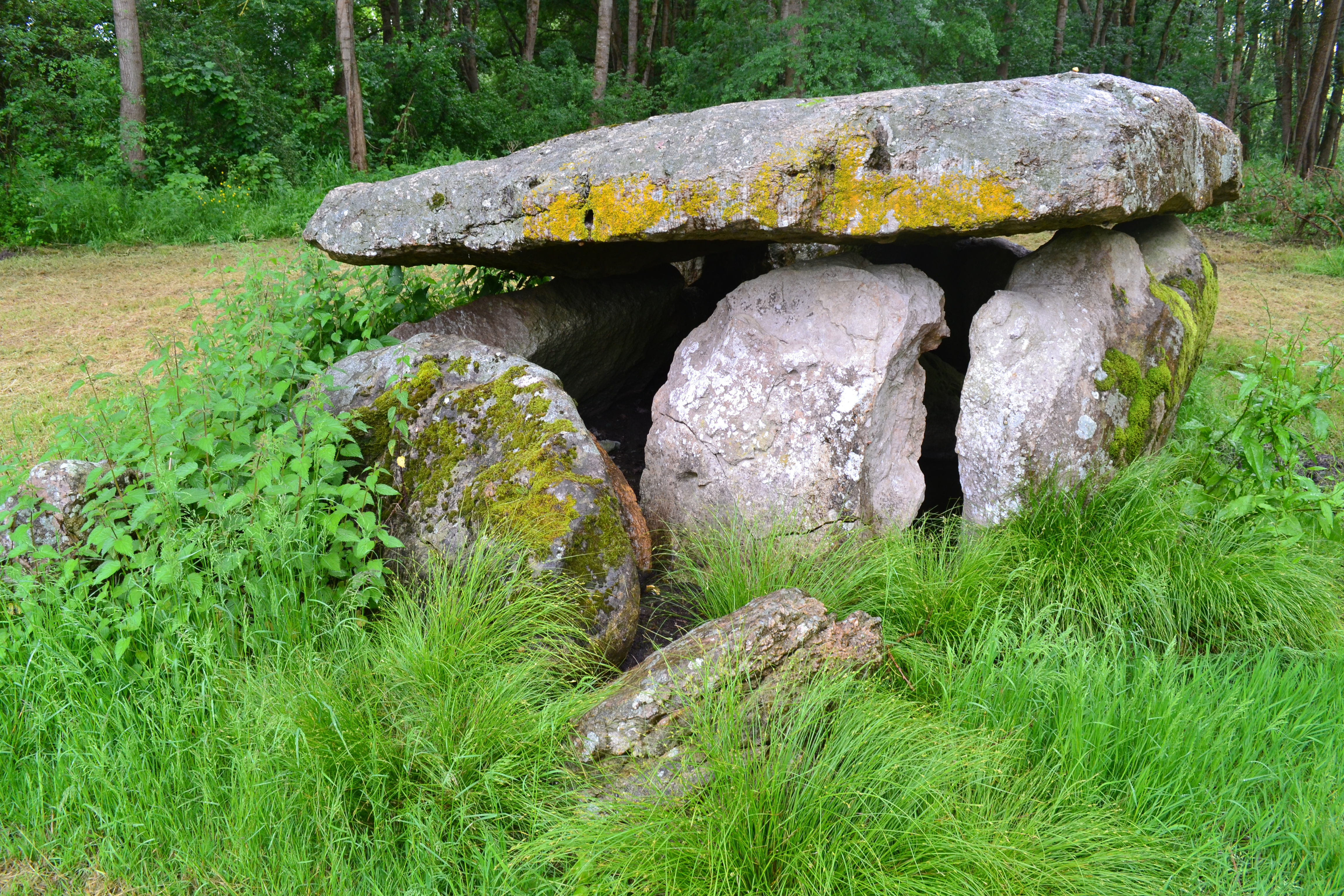

Nordwestlich von Distré liegt der Megalithkomplex von La Chênaie (französisch L' ensemble mégalithique de la Chênaie); Monument historique seit 1975.